# Grand écrin de l'impératrice Joséphine
Le Grand écrin ou serre-bijoux de l'impératrice Joséphine est une armoire à bijoux réalisée en 1809 par l'ébéniste Jacob-Desmalter et destinée à orner la chambre de parade de l'impératrice aux Tuileries. Le meuble est conservé au musée du Louvre.

## Description
Le meuble est livré par l'ébéniste Jacob-Desmalter au garde meuble impérial. L’œuvre est le fruit de la collaboration de l'architecte Charles Percier qui le dessine, du sculpteur Antoine-Denis Chaudet qui fournit les modèles pour les ornements, et de l'ébéniste Jacob-Desmalter qui réalise l’œuvre. Ce dernier utilise l'amarante pour les parties structurelles, la base, les colonnes, les montants, et la racine d'if pour les vantaux. On trouve également de nombreux éléments en nacre, dans un décor ornemental. Ce meuble renoue avec les grands meubles d'apparat de la fin de l'Ancien Régime, qui eux-mêmes renouent avec le XVIIe siècle. La composition est celle d'un véritable temple grec. La façade du meuble est rythmée par des colonnes, qui reposent sur des piliers. On trouve sur l'entretoise des amphores ainsi qu'un brûle-parfum. Mais surtout, ce serre-bijoux contient des séries de tablettes sur lesquelles Joséphine pouvait poser ses parures. 
Le meuble dispose d'un mécanisme sophistiqué rendant impossible son ouverture par une autre personne que l'impératrice. Lors du divorce entre Napoléon et Joséphine, le meuble resta aux Tuileries et il fallut donc changer ses mécanismes pour la nouvelle impératrice, Marie-Louise.

### Programme iconographique

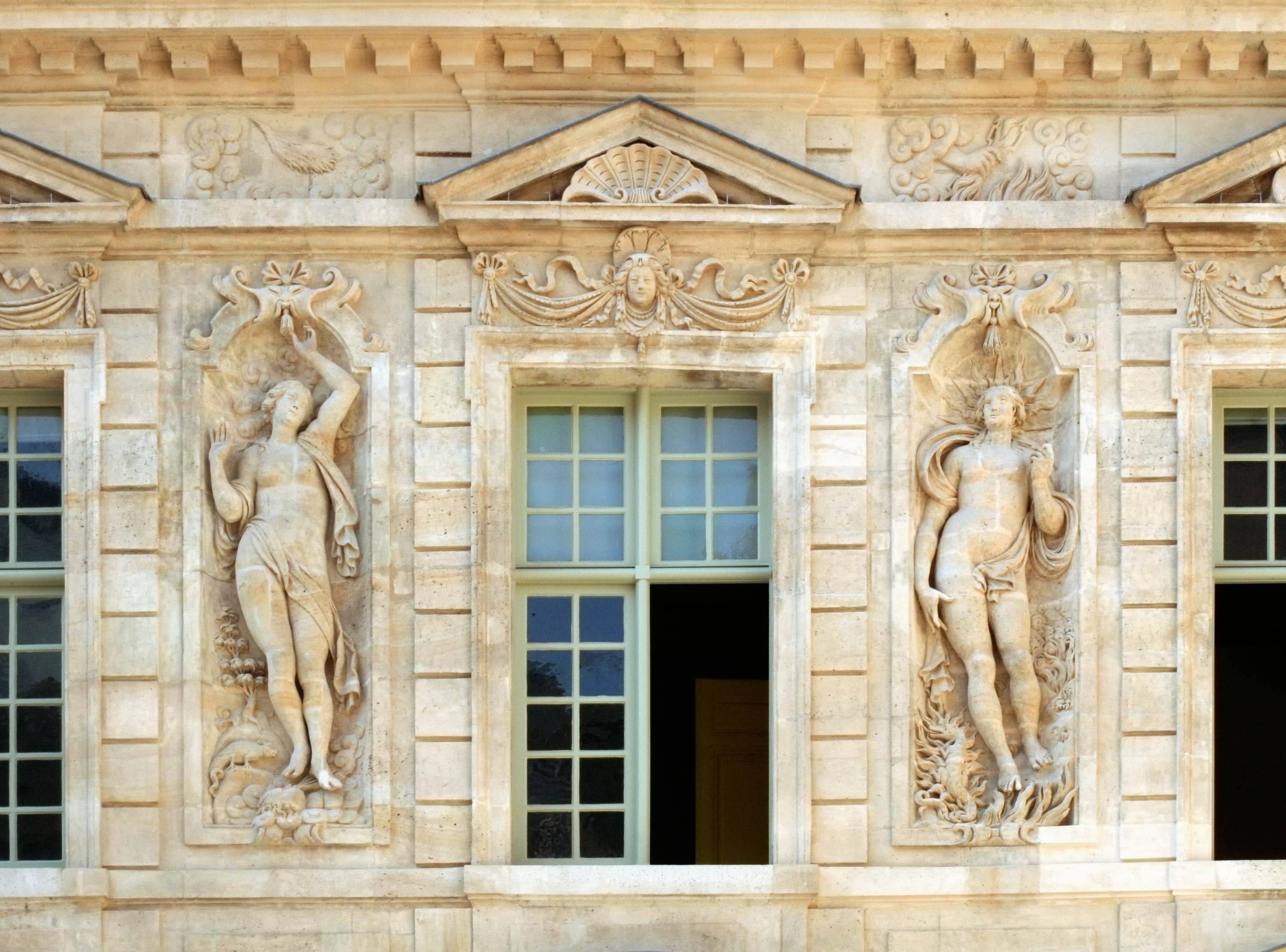
Hôtel de Sully, Paris, bas-relief par Jean Goujon

Le programme iconographique est très précis. Il a pour objet d'illustrer la naissance de Vénus, à laquelle les déesses et les amours apportent leurs offrandes. Elle est séchée par le souffle de Zéphyr. Vénus est représentée au centre du meuble sur un bronze doré dont le motif est par ailleurs inspiré par un bas-relief de Jean Goujon. Motif que l'on retrouve sur une paire de cabinets anglais. 
Les autres saynètes représentent des amours proclamant le triomphe de Vénus dans tout l'univers quand d'autres tirent son char. Tout en haut, des amours préparent sa chambre. En acrotère au meuble, les colombes de son char céleste. La ceinture du meuble contient des tiroirs. Elle est ornée d'une frise de papillons qui soulèvent des colliers de perles en nacre. Les poignées de la ceinture sont en forme de bague. Et signe des temps, tout ce qui pourrait être disgracieux à l'œil, éléments de fixation, a disparu du meuble. En cela, le style Empire se distingue nettement des styles de la fin du XVIIIe siècle. Enfin, l'entablement présente une frise de diadèmes en bronze et nacre.

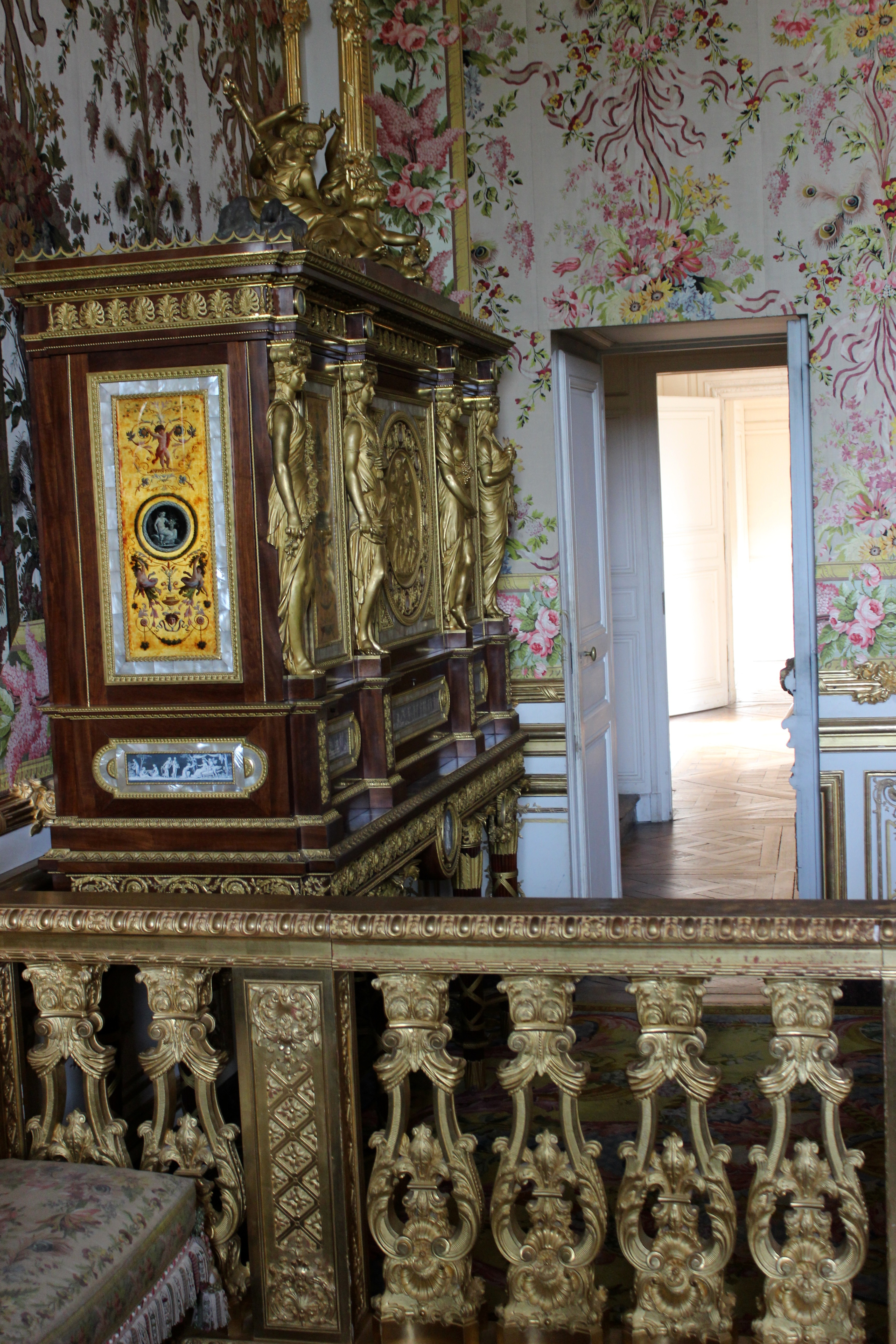
Serre-bijoux de Marie-Antoinette à Versailles

Il s'agit là d'un des meubles les plus spectaculaires de la période. Il convient de la relier à celle que la ville de Paris avait offerte à Marie-Antoinette en 1787. 